# Serafín Zubiri
Serafín Lizoaín Vidondo (Zubiri, Navarra, 20 de abril de 1964), conocido por el nombre artístico de Serafín Zubiri, es un cantante español. También ha realizado labores de actor, locutor, presentador y deportista.

## Biografía

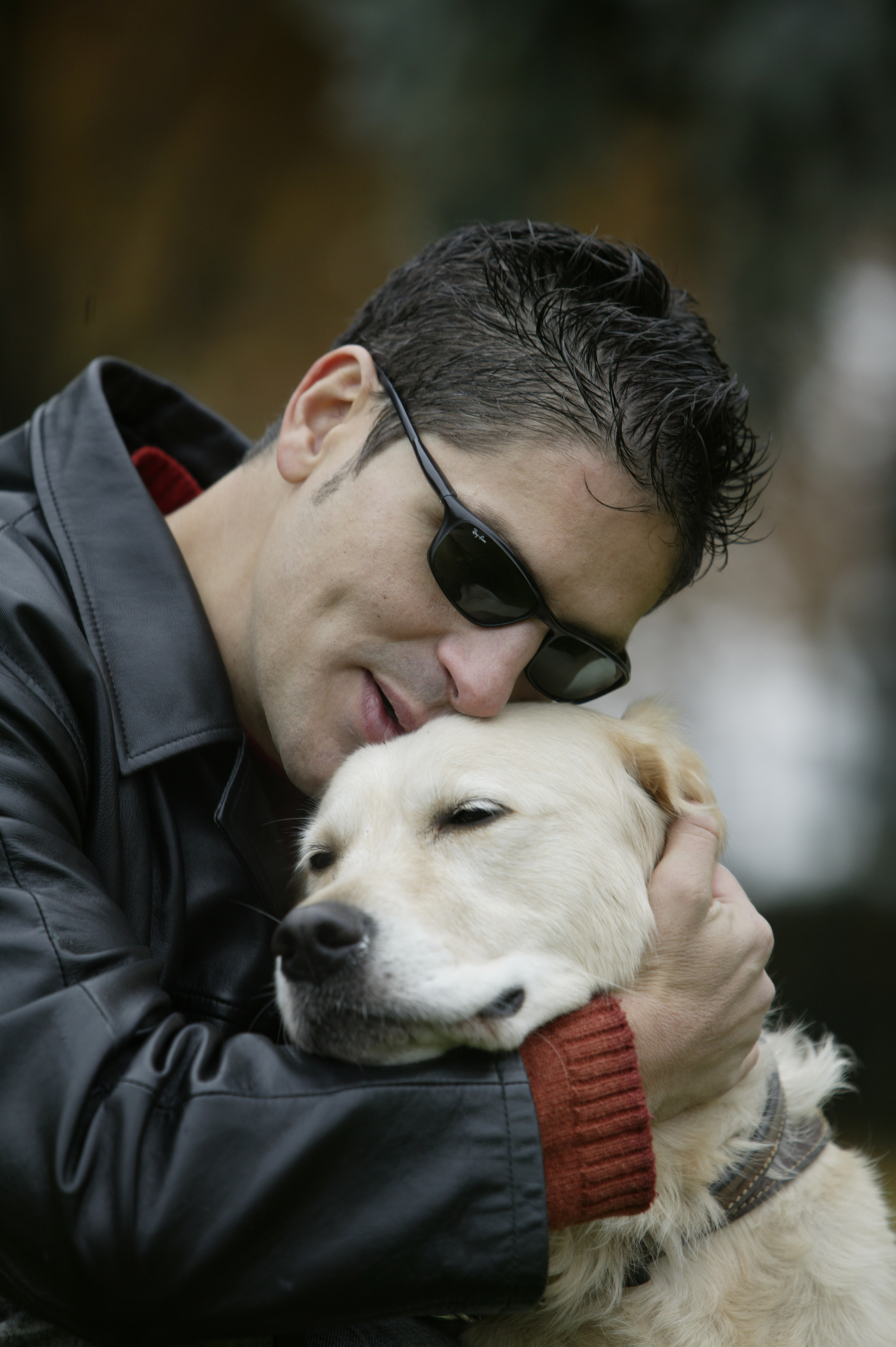
Fotografía de Serafín Zubiri y su perro guía "Kron".

Serafín nació con una importante incapacidad visual que se transformó pronto en ceguera, por lo cual asistió a colegios especializados de la ONCE donde, además de cursar estudios ordinarios, tomó contacto con la música, aprendiendo solfeo, piano y canto.
A los diecisiete años, tras terminar sus estudios, formó en Pamplona el grupo “Equus”, del cual era cantante. Cinco años más tarde, inicia su carrera en solitario. En 1987 grabó “Inténtalo”, su primer disco. 
En 1988 lanzó al mercado su segundo álbum “Pedaleando”, cuyo tema principal sirvió de sintonía para la vuelta ciclista a España de aquel mismo año.
En 1991 publicó su tercer disco “Detrás del viento”, que supuso su gran lanzamiento comercial con el éxito Polvo de estrellas, con la que intentaría representar a España en el Festival de Eurovisión, siendo finalmente el elegido Sergio Dalma.
En 1992 graba su cuarto disco "Te veo con el corazón" y esta vez sí, representó a TVE en el eurofestival en Malmö con el tema Todo esto es la música (canción escrita por Luis Miguélez y Alfredo Valbuena coros de Belén Sainz) incluido en ese cuarto disco y cuyo videoclip se grabó en Barcelona. Quedó en decimocuarta posición.
En las navidades de este mismo año interpretó la adaptación al castellano de la BSO interpretada por Céline Dion de “La Bella y la Bestia” (Disney) junto con la cantante Michelle. En 1993 participa como invitado en el Festival de la OTI. 
En 1995 publica su quinto disco, “Un hombre nuevo”, título también de la canción principal del álbum, que ilustra la experiencia deportiva vivida por Serafín Zubiri cuando escaló la cima del Aconcagua.
En 1996 se estrenó como actor en la serie de televisión “Todos los hombres sois iguales” de la cadena Telecinco. También debutó como presentador en el programa “Sin límites” de Canal 4 Navarra. Durante 1997, 1998 y 1999 dirigió y presentó un magazín musical diario en Onda 10 Navarra.
En 1999 trabajó en el espectáculo musical “La magia de Broadway” junto con Marta Sánchez. 
En el año 2000 graba su sexto disco "Colgado de un sueño" y, el 13 de mayo de 2000 representó a España por segunda vez en el Festival de Eurovisión con la canción Colgado de un sueño (de Chema Purón) en Estocolmo, siendo seleccionado por votación popular en el programa de TVE Eurocanción 2000. En Estocolmo se clasificó en la decimoctava posición.
Entre 2002 y 2003 Serafín Zubiri dirigió y presentó un programa de entrevistas, “Vamos a ver”, en una cadena de televisión local de Navarra (Canal 4 - Localia Televisión). En febrero de 2003 estrena en Madrid la obra de teatro “Las mariposas son libres”.
En septiembre de 2007 comienza su participación en la sexta edición del programa de TVE, “¡Mira quién baila!”, donde quedó segundo. Debido a la repercusión obtenida, en abril de 2008 fue reclamado desde Argentina para participar en “Bailando por un sueño”, uno de los programas de mayor audiencia del país. 
En otoño de 2010 se edita su séptimo álbum, “Sigo aquí".
En febrero de 2012 se embarca en un reality televisivo, “El conquistador del Aconcagua”, que consistió en superar una serie de pruebas para ganarse el privilegio de hollar la cumbre de la montaña. Entre septiembre y octubre graba un programa de multiaventura para TVE titulado “Sin barreras”. 
El 27 de noviembre de 2012 se publica su octavo disco titulado genéricamente “X una causa justa”.
En los meses de marzo y abril de 2013 participó en el programa “Splash! Famosos al agua” que emitió la cadena Antena 3.

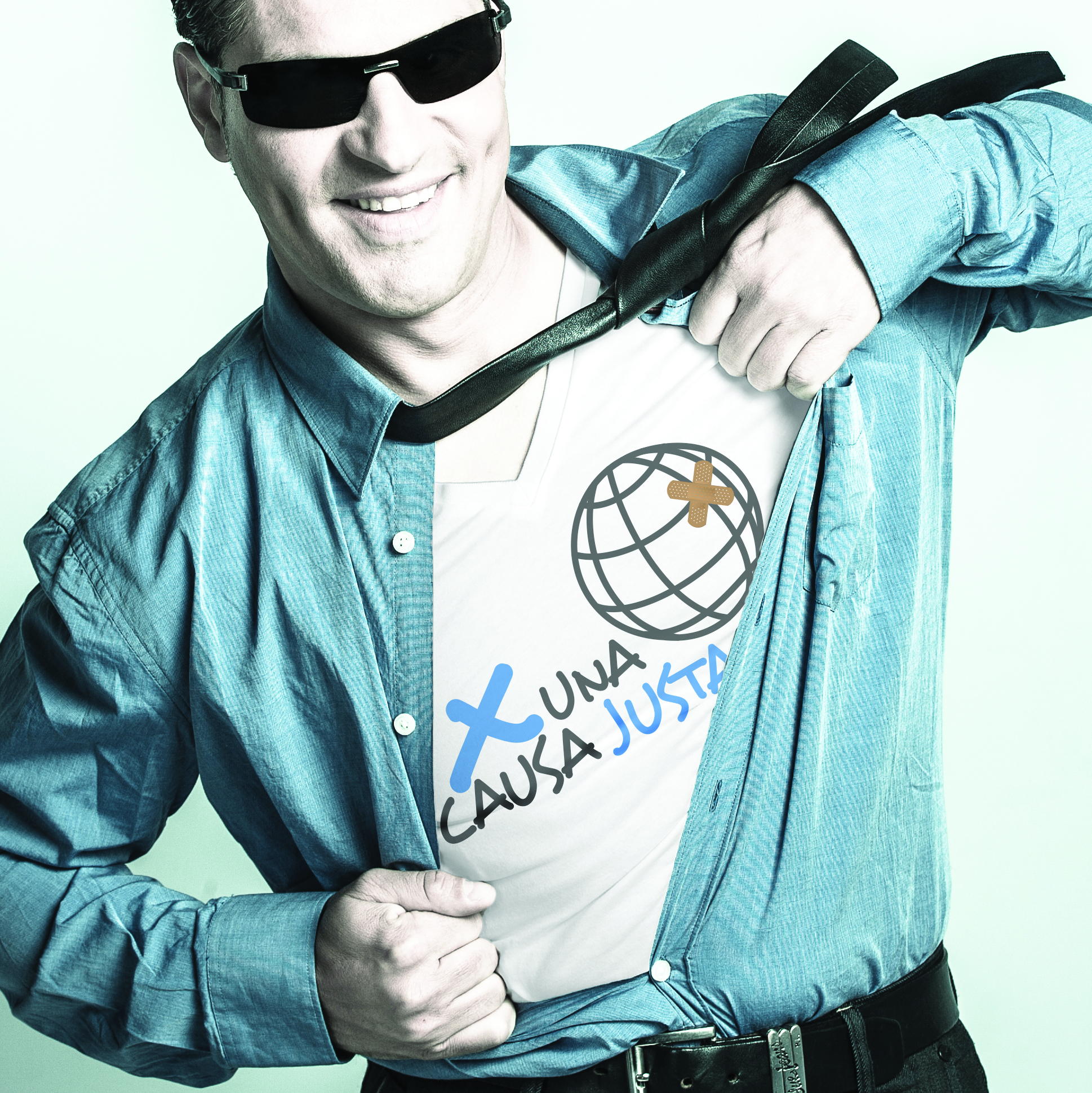
Serafín Zubiri "X Una Causa Justa"

En 2019 lleva a cabo el proyecto "Festiband". En 2023 realiza la gira "50 años sin Nino", con canciones de Nino Bravo. En 2025 es preseleccionado para el certamen Una voz para San Marino", el festival con el que San Marino busca su representante para el Festival de Eurovisión. 
En la actualidad compagina todas sus actividades profesionales y deportivas con los estudios de Psicología en la UNED y ofrece charlas de motivación a través de la superación personal.

### Discografía
- 1987: Inténtalo
- 1988: Pedaleando
- 1991: Detrás del viento
- 1992: Te veo con el corazón
- 1995: Un hombre nuevo
- 2000: Colgado de un sueño
- 2008: Colgado de un sueño (reedición para la República Argentina)
- 2010: Sigo aquí
- 2012: X una causa justa

## Filmografía

### Programas de televisión

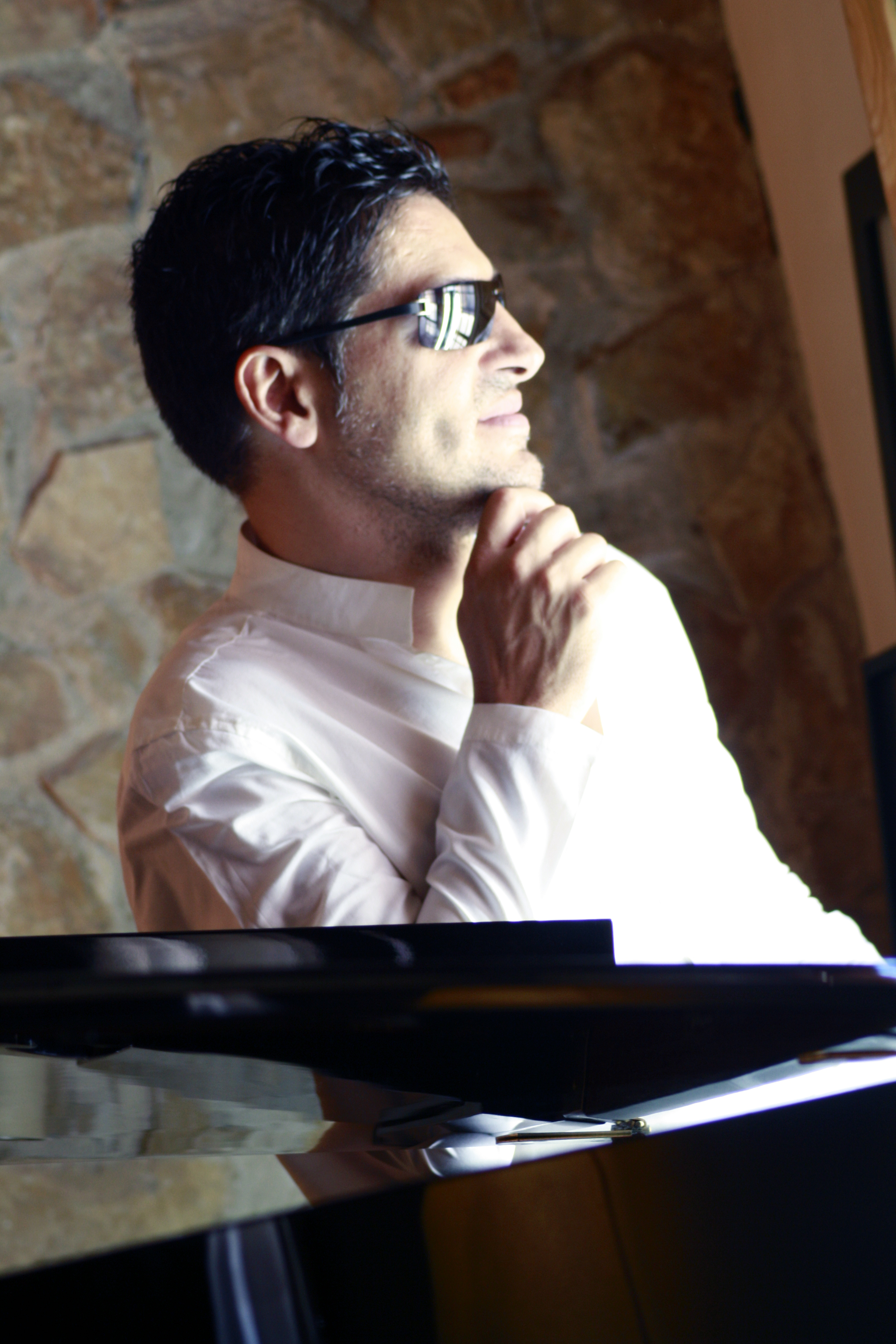
Serafín Zubiri

| Año  | Programa                         | Emisora                  | Rol         |
| ---- | -------------------------------- | ------------------------ | ----------- |
| 2000 | Eurocanción                      | RTVE                     | Concursante |
| 2000 | Lo mejor de España en Eurovisión | RTVE                     | Invitado    |
| 2007 | Mira quién baila                 | RTVE                     | Concursante |
| 2008 | Bailando por un sueño            | Canal 13 (Argentina)     | Concursante |
| 2008 | El hormiguero                    | Cuatro                   | Invitado    |
| 2013 | Splash!                          | Telecinco                | Concursante |
| 2013 | El hormiguero                    | Antena 3                 | Invitado    |
| 2019 | Gente Maravillosa                | Castilla-La Mancha Media | Invitado    |

## Éxitos deportivos

### Atletismo
- En 1991 fue Récord de España en la prueba de 1.500 m. y campeón de España en la de 800 m, en los campeonatos para ciegos organizados por la ONCE en dicho año.

### Maratón
- 1995: Madrid y Nueva York.
- 1996: Sevilla y Madrid.
- 1998: Madrid y San Sebastián.
- 2000: La Habana.
- 2001: Madrid.
- 2004: San Sebastián.
- 2005: Madrid.

Ha corrido también más de treinta medias maratones en distintas ciudades de España.

### Alpinismo
- En 1994 hizo cima en el “Aconcagua” (6.962 m.), “Kilimanjaro” (5.895 m.), “Mont Blanc” (4.807 m.), los montes más altos de América, África y el más alto de los Alpes, respectivamente y en otras muchas más de Pirineos y Andes.

### Ciclismo
- Ha participado en varias ocasiones en algunas de las pruebas ciclistas populares más importantes: “Irati Xtrem”, “Quebrantahuesos”, “La Indurain”, “Larra-Larrau”, “Pamplona-Pamplona”, “Treparriscos”, “Bilbao-Bilbao”.

- Ha completado nueve veces el “Camino de Santiago” y consiguió terminar en dos ocasiones la “Titan Desert” que es un Rallie de ciclismo de montaña que está considerado como una de las 5 pruebas más duras del mundo en esa modalidad.

- Del 2 al 7 de diciembre de 2013 participó en la XXV edición de la “Vuelta Cicloturista Internacional Gran Canaria”. En dicha prueba se subió el “Pico de las Nieves” (considerado el puerto más duro de Europa), siendo el primer tándem que lo consigue.

### Otros
Ha hecho incursiones en deportes como piragüismo, submarinismo, paracaidismo, puenting, patinaje de velocidad sobre ruedas y hasta ha llegado a conducir un kart adaptado para ciegos. 
En octubre de 2010 formó parte del proyecto promovido por la Fundación Tecnología Social, “Camino de los Satélites”. Este proyecto consistió en realizar a pie el “Camino de Santiago” con el apoyo de las nuevas tecnologías aplicadas para personas con diversidad funcional, y cuya finalidad fue la elaboración de un informe sobre la accesibilidad del camino.
Desde junio de 2005 hasta abril de 2009 fue vicepresidente de la “Federación Internacional de Deportes para Ciegos” (IBSA).
En la actualidad se está entrenando para participar en la maratón de patinaje sobre ruedas entre Pamplona y Puente La Reina, que se celebrará el próximo mes de septiembre de 2014.